# Djurgårdens Idrottsförening Fotboll 2022
Questa voce raccoglie le informazioni riguardanti il Djurgårdens Idrottsförening Fotboll, meglio conosciuto come Djurgårdens IF o semplicemente Djurgården, nelle competizioni ufficiali della stagione 2022.

## Maglie e sponsor
Adidas è nuovamente sponsor tecnico, allo stesso modo Prioritet Finans rimane main sponsor.

La prima maglia presenta il classico stile a righe verticali di colore blu chiaro e blu scuro, mentre il secondo kit è interamente blu scuro con inserti blu chiaro ispirati alla divisa del 1980.
| Casa | Trasferta |

## Rosa
| N. |                                 | Ruolo | Calciatore                 |
| -- | ------------------------------- | ----- | -------------------------- |
| 2  | Svezia (bandiera)               | D     | Piotr Johansson            |
| 3  | Svezia (bandiera)               | D     | Hjalmar Ekdal              |
| 4  | Svezia (bandiera)               | D     | Jesper Löfgren             |
| 5  | Svezia (bandiera)               | D     | Elliot Käck                |
| 6  | Finlandia (bandiera)            | C     | Rasmus Schüller            |
| 7  | Svezia (bandiera)               | C     | Magnus Eriksson (capitano) |
| 8  | Svezia (bandiera)               | C     | Elias Andersson            |
| 9  | Bosnia ed Erzegovina (bandiera) | C     | Haris Radetinac            |
| 10 | Svezia (bandiera)               | A     | Joel Asoro                 |
| 11 | Albania (bandiera)              | C     | Albion Ademi               |
| 12 | Zambia (bandiera)               | C     | Emmanuel Banda             |
| 13 | Svezia (bandiera)               | C     | Hampus Finndell            |

| N. |                       | Ruolo | Calciatore               |
| -- | --------------------- | ----- | ------------------------ |
| 14 | Svezia (bandiera)     | C     | Besard Sabovic           |
| 15 | Russia (bandiera)     | P     | Aleksandr Vasjutin       |
| 16 | Svezia (bandiera)     | A     | Victor Edvardsen         |
| 17 | Svezia (bandiera)     | A     | Kalle Holmberg           |
| 18 | Svezia (bandiera)     | D     | Isak Hien                |
| 19 | Svezia (bandiera)     | D     | Pierre Bengtsson         |
| 22 | Norvegia (bandiera)   | D     | Leo Cornic               |
| 23 | Norvegia (bandiera)   | C     | Gustav Wikheim           |
| 25 | Guinea (bandiera)     | C     | Amadou Doumbouya         |
| 33 | Svezia (bandiera)     | D     | Marcus Danielson         |
| 35 | Svezia (bandiera)     | P     | Jacob Widell Zetterström |
| 99 | Montenegro (bandiera) | C     | Sead Hakšabanović        |

## Risultati

### Allsvenskan

#### Girone di andata
| Arbitro: | Bojan Pandžić |

|                                              |           |           |
| Hakšabanović 11’ Edvardsen 53’ Edvardsen 88’ | Marcatori | 66’ Saidi |

| Arbitro: | Andreas Ekberg |

|          |           |  |
| Moro 67’ | Marcatori |  |

| Arbitro: | Kaspar Sjöberg |

|                     |           |          |
| Banda 68’ Asoro 85’ | Marcatori | 29’ Levi |

| Arbitro: | Fredrik Klitte |

|            |           |           |
| Norlin 24’ | Marcatori | 57’ Asoro |

| Arbitro: | Glenn Nyberg |

|                |           |  |
| Stefanelli 45’ | Marcatori |  |

| Arbitro: | Victor Wolf |

|                                                           |           |  |
| Finndell 26’ Hakšabanović 39’ Radetinac 49’ Edvardsen 57’ | Marcatori |  |

| Arbitro: | Adam Ladebäck |

|                                |           |                |
| Davidsen 32’ (aut.) Hien 90+2’ | Marcatori | 4’ Ali 21’ Ali |

| Borås 9 maggio 2022, ore 19:10 7ª giornata | Elfsborg       | 0 – 0 referto | Djurgården | Borås Arena (7 862 spett.)\| Arbitro: \| Andreas Ekberg \| |
| Arbitro:                                   | Andreas Ekberg |               |            |                                                            |

| Arbitro: | Mohammed Al-Hakim |

|                                                |           |  |
| Chaluš 15’ (aut.) Ekdal 33’ Hien 65’ Asoro 73’ | Marcatori |  |

| Arbitro: | Adam Ladebäck |

|             |           |  |
| Sætra 90+3’ | Marcatori |  |

| Arbitro: | Glenn Nyberg |

|                                                  |           |  |
| Finndell 10’ Finndell 35’ Schüller 67’ Asoro 78’ | Marcatori |  |

| Arbitro: | Bojan Pandžić |

|                      |           |                                                           |
| Damus 5’ Engblom 87’ | Marcatori | 14’ Ekdal 19’ Asoro 21’ Radetinac 38’ Edvardsen 73’ Banda |

| Arbitro: | Mohammed Al-Hakim |

|             |           |  |
| Wikheim 68’ | Marcatori |  |

| Arbitro: | Bojan Pandžić |

|  |           |                           |
|  | Marcatori | 29’ Edvardsen 62’ Wikheim |

| Arbitro: | Glenn Nyberg |

|                                                                   |           |  |
| Radetinac 15’ Eriksson 30’ Banda 52’ Eriksson 67’ Edvardsen 90+1’ | Marcatori |  |

| Arbitro: | Andreas Ekberg |

|                       |           |                         |
| Jeremejeff 34’ (rig.) | Marcatori | 49’ Banda 63’ Andersson |

#### Girone di ritorno
| Stoccolma 16ª giornata | Djurgården | – Anticipata al 5 maggio | Helsingborg | Tele2 Arena |

| Värnamo 7 agosto 2022, ore 17:30 17ª giornata | IFK Värnamo       | 0 – 0 referto | Djurgården | Finnvedsvallen (4 790 spett.)\| Arbitro: \| Mohammed Al-Hakim \| |
| Arbitro:                                      | Mohammed Al-Hakim |               |            |                                                                  |

| Arbitro: | Fredrik Klitte |

|                                   |           |                              |
| Wikheim 14’ Wikheim 40’ Asoro 52’ | Marcatori | 77’ Sachpekidis 88’ Bjerkebo |

| Arbitro: | Victor Wolf |

|                         |           |                             |
| Sissé 11’ Johansson 39’ | Marcatori | 51’ Sabovic 90+3’ Radetinac |

| Arbitro: | Bojan Pandžić |

|                        |           |              |
| Ekdal 10’ Finndell 26’ | Marcatori | 81’ Ondrejka |

| Arbitro: | Kristoffer Karlsson |

|  |           |             |
|  | Marcatori | 26’ Wikheim |

| Stoccolma 11 settembre 2022, ore 15:00 22ª giornata | Hammarby          | 0 – 0 referto | Djurgården | Tele2 Arena (27 987 spett.)\| Arbitro: \| Mohammed Al-Hakim \| |
| Arbitro:                                            | Mohammed Al-Hakim |               |            |                                                                |

| Arbitro: | Joakim Östling |

|                                                         |           |  |
| Edvardsen 30’ Edvardsen 37’ (rig.) Edvardsen 69’ (rig.) | Marcatori |  |

| Arbitro: | Bojan Pandžić |

|                                               |           |  |
| Faraj 29’ Danielson 48’ (aut.) Bertilsson 85’ | Marcatori |  |

| Arbitro: | Glenn Nyberg |

|  |           |                  |
|  | Marcatori | 40’ Olden Larsen |

| Arbitro: | Andreas Ekberg |

|                |           |                             |
| Holmberg 90+3’ | Marcatori | 10’ Guidetti 61’ Stefanelli |

| Arbitro: | Fredrik Klitte |

|                    |           |                                                   |
| Rakip 5’ Rieks 26’ | Marcatori | 52’ Andersson 62’ Holmberg 90+2’ (rig.) Danielson |

| Arbitro: | Granit Maqedonci |

|                                                              |           |  |
| Wikheim 6’ Finndell 16’ Stenshagen 46’ (aut.) Eriksson 90+2’ | Marcatori |  |

| Arbitro: | Victor Wolf |

|  |           |                 |
|  | Marcatori | 90+7’ Radetinac |

| Arbitro: | Adam Ladebäck |

|  |           |               |
|  | Marcatori | 23’ Al-Ammari |

### Svenska Cupen 2021-2022

#### Gruppo 3
| Arbitro: | Mohammed Al-Hakim |

|               |           |  |
| Edvardsen 77’ | Marcatori |  |

| Arbitro: | Joakim Östling |

|  |           |                                                |
|  | Marcatori | 1’ Edvardsen 41’ (aut.) Sögaard 45+2’ Schüller |

| Arbitro: | Victor Wolf |

|                  |           |                  |
| P. Johansson 63’ | Marcatori | 84’ A. Johansson |

#### Fase finale
| Arbitro: | Kaspar Sjöberg |

|  |           |                             |
|  | Marcatori | 31’ Radetinac 36’ Johansson |

| Arbitro: | Mohammed Al-Hakim |

|  |           |                  |
|  | Marcatori | 33’ Kiese Thelin |

### Svenska Cupen 2022-2023
| Arbitro: | Fredrik Alknäs |

|  |           |                                                             |
|  | Marcatori | 34’ Garcia Tsotidis 78’ (rig.) Sabovic 83’ (rig.) Andersson |

### UEFA Europa Conference League 2022-2023

#### Qualificazioni
| Arbitro: | Christian-Petru Ciochirca |

|            |           |                            |
| Vučkić 13’ | Marcatori | 38’ Finndell 54’ Edvardsen |

| Arbitro: | Snir Levy |

|                    |           |  |
| Hien 55’ Banda 84’ | Marcatori |  |

| Arbitro: | Paweł Raczkowski |

|                    |           |                                     |
| Tudorie 79’ (rig.) | Marcatori | 26’ (rig.) Edvardsen 31’, 54’ Asoro |

| Arbitro: | Sascha Stegemann |

|                             |           |          |
| Finndell 12’ Asoro 23’, 71’ | Marcatori | 8’ Matei |

#### Spareggi
| Arbitro: | Juxhin Xhaja |

|                                    |           |  |
| Edvardsen 9’ Ekdal 54’ Wikheim 65’ | Marcatori |  |

| Arbitro: | Roi Reinshreiber |

|                                    |           |                           |
| Maglica 7’ Blum 23’ Marquinhos 74’ | Marcatori | 68’ Andersson 90+1’ Asoro |

#### Fase a gironi
| Dublino 8 settembre 2022, ore 21:00 CEST 1ª giornata | Shamrock Rovers        | 0 – 0 referto | Djurgården | Tallaght Stadium (6 330 spett.)\| Arbitro: \| Ívar Orri Kristjánsson \| |
| Arbitro:                                             | Ívar Orri Kristjánsson |               |            |                                                                         |

| Arbitro: | Gergő Bogár |

|                                     |           |                               |
| Doumbouya 50’ Banda 58’ Asoro 90+1’ | Marcatori | 39’ (rig.) Fofana 77’ Breivik |

| Arbitro: | Aljaksej Kul'bakoŭ |

|  |           |               |
|  | Marcatori | 37’ Danielson |

| Arbitro: | Manfredas Lukjančukas |

|                                                  |           |                          |
| Holmberg 21’ Wikheim 42’ Banda 45+4’ Wikheim 46’ | Marcatori | 61’ Depoitre 73’ Cuypers |

| Arbitro: | Urs Schnyder |

|                          |           |                                       |
| Brynhildsen 5’ Kaasa 21’ | Marcatori | 44’ Edvardsen 67’ Asoro 76’ Radetinac |

| Arbitro: | Nick Walsh |

|              |           |  |
| Eriksson 19’ | Marcatori |  |